# 베를린 바움슐렌베크역
베를린 바움슐렌베크역(독일어: Bahnhof Berlin-Baumschulenweg)은 베를린 트레프토쾨페니크구 바움슐렌베크에 있는 베를린 S반의 철도역이다. 베를린-괴를리츠선과 바움슐렌베크-노이쾰른 연결선이 분기하는 곳이다.

## 역사

### 건설 초기
1890년 5월 20일 바움슐렌슈트라세 남쪽에 역이 개통했다. 역 일대에는 프란츠 슈페트(Franz Späth)가 설립한 묘포(Baumschule)가 있었으며, 지명이자 역 이름의 기원이기도 하다. 1906년에는 도로 교통과의 평면교차를 피하기 위해서 전체 괴를리츠선 시설물이 고가화되었다. 이 과정에서 그뤼나우역 방면 근교선용 별도의 복선 궤도가 설치되었고, 별도의 승강장이 1면 더 설치되어 근교선과 장거리선 열차를 2면 4선 승강장으로 처리했다. 근교선 열차는 A 승강장, 장거리선 열차는 B 승강장에서 취급했다.

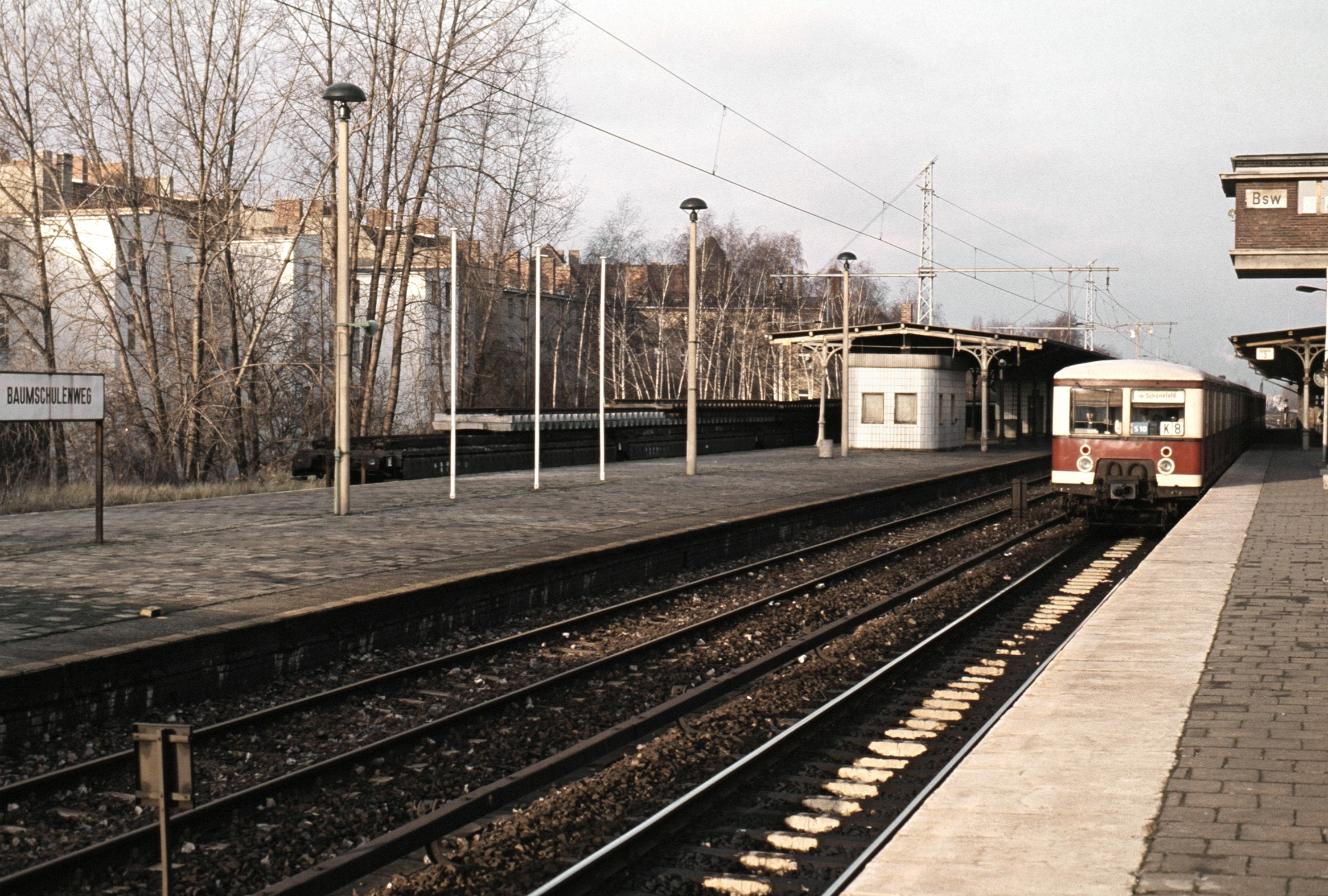
B 승강장과 A 승강장, 1992년

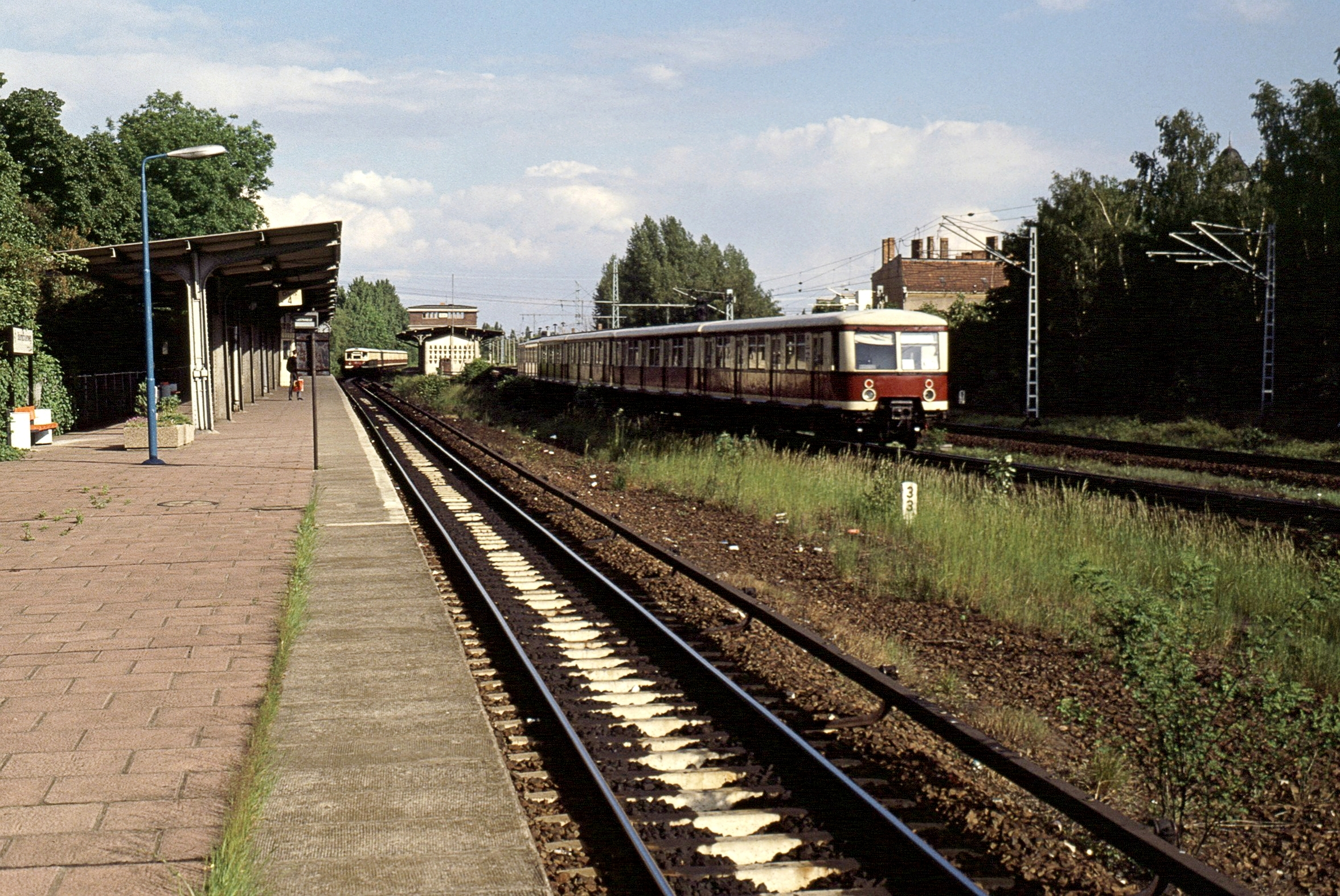
북쪽에서 바라본 C 승강장. 뒤쪽으로는 구 A 승강장이 있다. 1991년

1916년에 추가 확장 공사가 진행되었다. 1896년부터 노이쾰른 방면으로 선로는 연결되어 있었으며, 승객 수 증가로 인하여 괴를리츠선 방면으로의 합류 구간이 증축되었다. 두 노선의 합류는 바움슐렌베크역 남쪽에서 진행되며 노이쾰른에서 오는 열차와 괴를리츠선 열차가 섬식 A 승강장의 양쪽 선로를 이용하도록 변경되었다. 노선 분기를 위하여 추가 승강장이 필요했으나, 부지가 충분하지 않았기 때문에 바움슐렌슈트라세 북쪽에 단선 승강장(C 승강장)이 설치되었다.
1928년 11월 6일부터 근교선 전동차 운행이 시작되었다. S반 전동차는 노이쾰른 방면으로만 운행했고, 1929년 2월 1일에 괴를리츠선 북부 구간의 전철화 공사가 완료되면서 근교선이 전부 전동차로 운행하기 시작했다. 베를린 괴를리츠역과 쾨니히스 부스터하우젠간을 운행하는 증기 기관차 견인 근교선 열차는 1951년까지 운행했으며 바움슐렌베크역에 계속 정차했다.
세계수도 게르마니아 계획에서도 이 역은 크게 변경되지 않았다. A 승강장과 C 승강장은 그대로 유지되었으나 장거리선용 B 승강장은 폐지될 예정이었다. 그 대신 분기 구간 운행을 원활하게 할 수 있도록 장거리 열차선이 증축될 예정이었다. 계획의 흔적은 연결선을 따라서 건설된 콘크리트 옹벽으로만 남아 있다.

### 냉전기

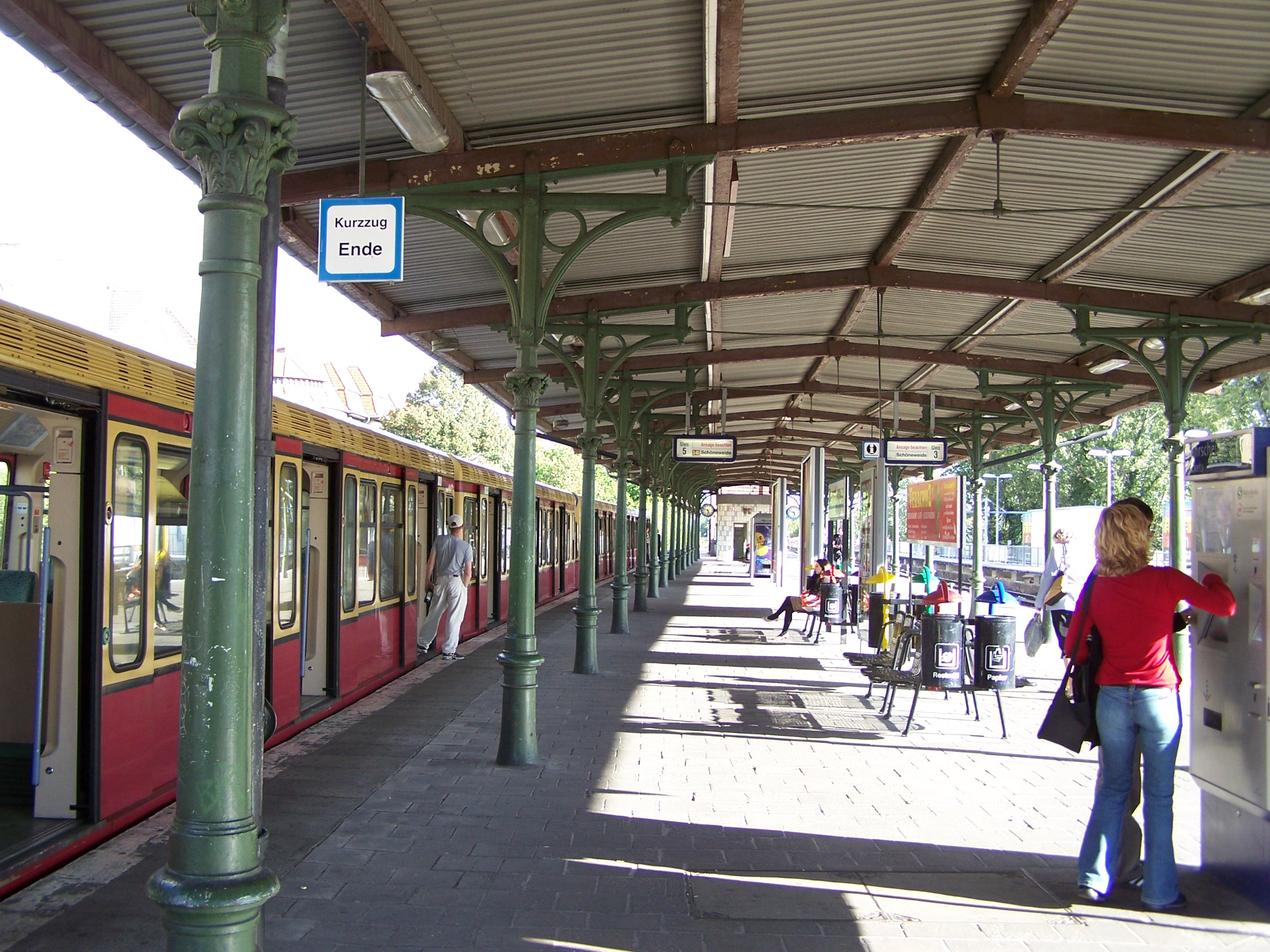
2007년 9월까지 사용된 A 승강장

제2차 세계대전 시기에 역은 크게 파괴되지 않았다. 종전 이후 소련에 전쟁배상으로 괴를리츠선의 복선 선로 중 한 쪽을 징발할 예정이었으나, S반 선로는 역 근처에 있었던 쇠네바이데 기지와 연결되었기 때문에 단선화 시 운행에 큰 지장을 줄 수 있었기 때문에 장거리선 선로가 징발되었다.
1951년 5월 30일에 괴를리츠역이 폐역되면서 장거리선용 B 승강장의 사용 빈도가 크게 증가했다. 다음 역인 쇠네바이데역의 포화 상태를 해결하기 위해서 베를린 방면 장거리 열차와 일부 지역간 열차가 정차하기 시작했다. 베를린 장벽 건설 이후에는 브리츠 연결운하 일대까지 승강장이 확장되었다. 그와 동시에 노이쾰른 방면으로의 연결선 영업이 중단되었다. 노이쾰른 연결선 분기점부터 동서베를린간 경계까지의 궤도는 철거되었고, 과거 궤도가 있었던 부지에는 이동형 변전소가 설치되었다. 이 변전소는 1980년대 중반까지 운영되었다가, 운영 중단 이후에는 남아 있었던 궤도도 철거되었다.
독일의 재통일 이후 베를린 순환선이 재개통하면서 역이 다시 변경되었다. 노이쾰른역과 트레프토어 파르크역간 구간의 복원 공사가 진행되면서 기존 열차는 쾰니셰 하이데역 경유 바움슐렌베크 방면으로 운행했다. 열차 운행을 위하여 철도 시설물이 다시 설치되어야 했다. 이 시기의 열차 운행은 분단 이전의 방식을 다시 따라갔다. 북쪽에서 오는 열차는 A 승강장에 정차하여 역 남쪽에서 합류했고, 남쪽에서 오는 열차는 C 승강장에 정차하여 역 북쪽에서 분기했다.

### 2000년대 이후

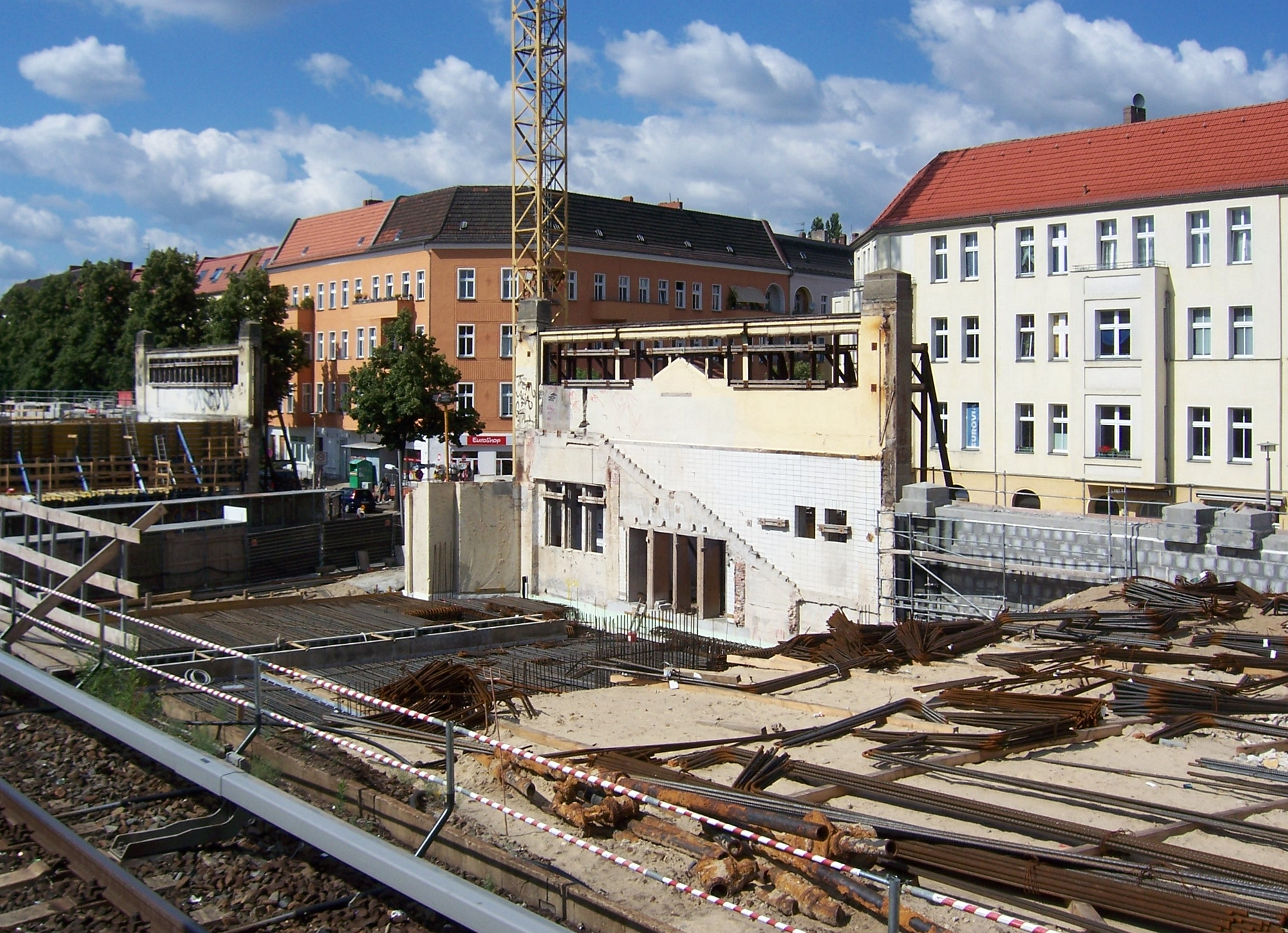
신역사 건설, 2008년

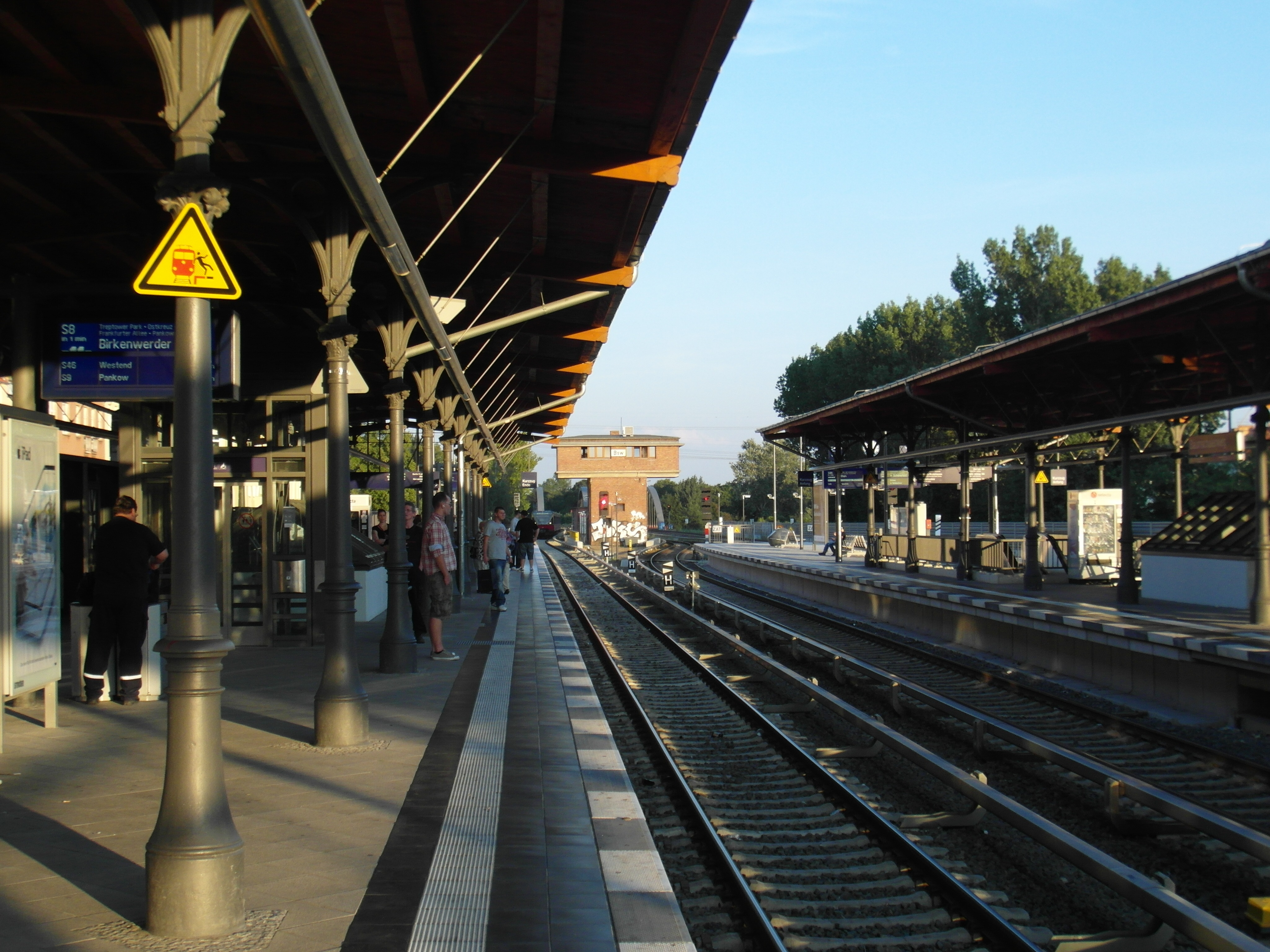
공사 이후 승강장, 2012년

2006년부터 괴를리츠선 전 구간의 개량 공사가 진행되었고, 바움슐렌베크역 일대는 2011년 12월 신역사 완공으로 공사가 마무리되었다. 1916년 당시 건설된 대합실 건물과 상대식 C 승강장은 보존되었다. A 승강장은 C 승강장이 위치한 바윰슐렌슈트라세 방면으로 이설되었고, 이에 따라 도로 양쪽에서 접근할 수 있게 되었다. 승강장의 약 절반 정도에는 지붕이 설치되었고, 과거 승강장에서 사용했던 철제 지붕 골조가 재사용되었다.
바움슐렌슈트라세를 가로지르는 철교는 공사 당시까지 하르퉁식 교각을 사용했다. 베를린에서 마지막까지 교통 목적으로 사용되었던 하르퉁식 교각이었지만 철교 신축에 따라서 철거되었다. 과거 교량 중 4개는 신역사의 대합실에 다시 설치되었다.
S반 운행을 중단하지 않은 상태로 공사를 지속했기 때문에 괴를리츠선의 화물 영업은 단선으로 축소되었고 장거리 열차는 영업을 중단했다. 공사 현장에서 S반선은 과거의 장거리 열차선으로 임시로 우회되었고, 이를 위하여 장거리 열차선에 제3궤조가 설치되었다. 과거의 장거리선용 B 승강장에는 고상 S반 열차와의 단차를 맞추기 위한 받침대가 설치되었다.

## 인접 철도역
베를린 버스 170, 265, 365번과 환승할 수 있다.
| 베를린 S반                        | 베를린 S반 | 베를린 S반                            |
| --------------------------------- | ---------- | ------------------------------------- |
| 쾰니셰 하이데 쥐트크로이츠 방면   | S45        | 쇠네바이데 BER 공항 방면              |
| 쾰니셰 하이데 베스트엔트 방면     | S46        | 쇠네바이데 쾨니히스 부스터하우젠 방면 |
| 쾰니셰 하이데 헤르만슈트라세 방면 | S47        | 쇠네바이데 슈핀들러스펠트 방면        |
| 플렌터발트 비르켄베르더 방면      | S8         | 쇠네바이데 그뤼나우·빌다우 방면       |
| 플렌터발트 바이트만슬루스트 방면  | S85        | 쇠네바이데 그뤼나우·빌다우 방면       |
| 플렌터발트 슈판다우 방면          | S9         | 쇠네바이데 BER 공항 방면              |